# Lounge (ruimte)

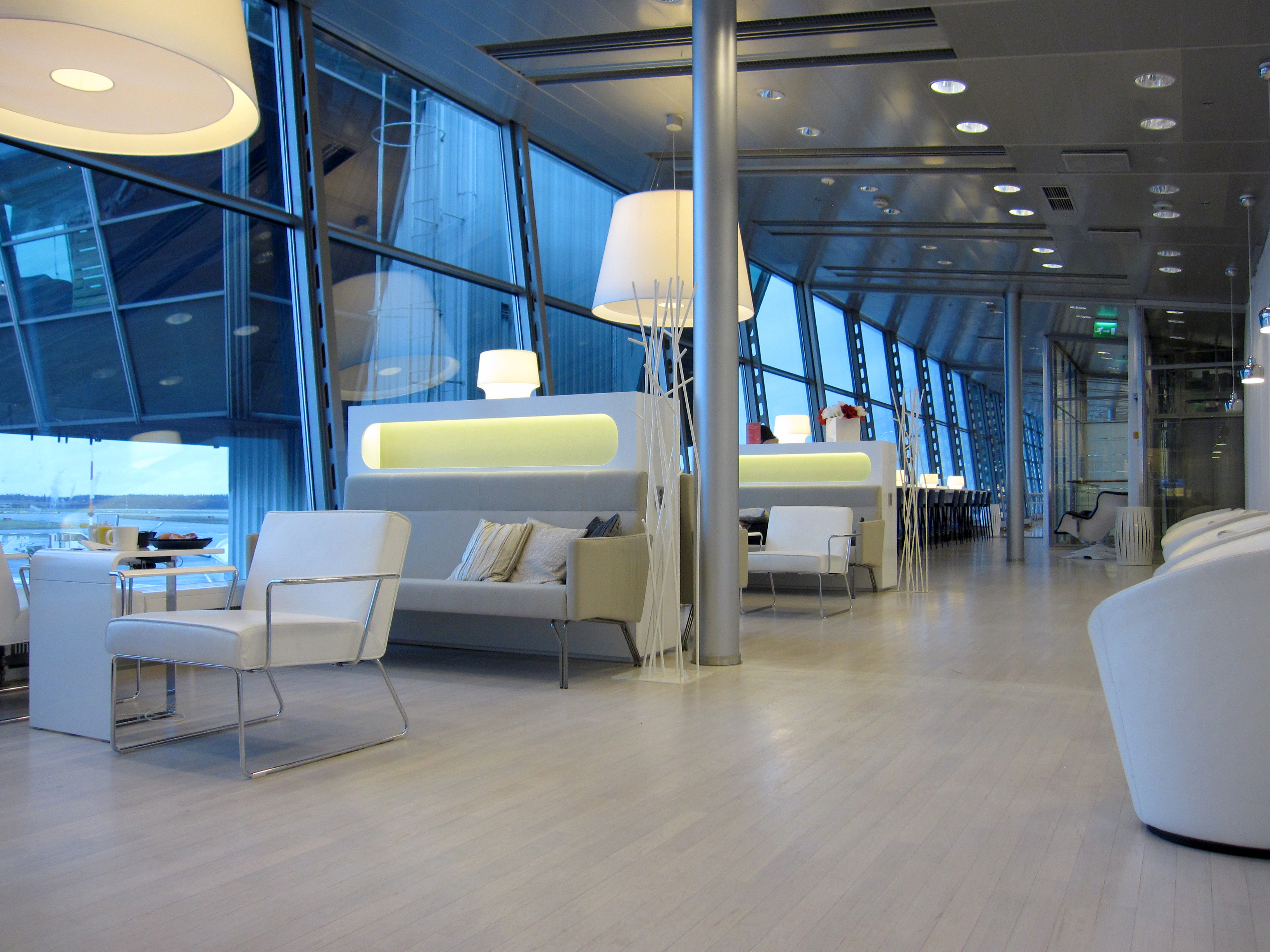
De Finnair Lounge op de luchthaven Helsinki-Vantaa

Een lounge is een plek of kamer die is ingericht om tot rust te komen. Relaxed zittende banken of kussens waar je op kunt liggen of zitten en langzame, toegankelijke muziek zorgen voor lichamelijke ontspanning. In een lounge wordt soms alcohol genuttigd.
Ook in coffeeshops is vaak een lounge ingericht, om in een ontspannen sfeer hasj of weed te consumeren.
Het woord lounge komt van het werkwoord loungen, Engels voor uitrusten. Het woord is ook verbonden met de term onthaasten. Eind jaren 90 ontstond de loungetrend waarbij het uitrusten werd verheven tot een populaire, eigentijdse aangelegenheid. Overal ontstonden loungecafés, waar in een trendy omgeving gerelaxt kon worden. Als uitloper hiervan werd ook een nieuw muziekgenre, lounge, populair.
Luchtvaartmaatschappijen bieden vaak voor de beter betalende passagiers een lounge aan op het vliegveld om de wachttijd te veraangenamen.
Ook op steeds meer internationale treinstations ziet men lounges, deze lounges geven toegang aan eerste klas reizigers en/of internationale reizigers met een eerste klas vervoerbewijs. Binnen Nederland baat de NS lounges op Amsterdam Centraal, Rotterdam Centraal en Schiphol uit. Ook in havens, met name bij cruiseterminals, ziet men vaak lounges waar reizigers op een aangename manier kunnen wachten voordat ze kunnen inschepen.